# Triangeltjärnen, Hälsingland
Triangeltjärnen är en sjö i Ljusdals kommun i Hälsingland och ingår i Dalälvens huvudavrinningsområde.